# Запаљење плућа
Запаљење плућа или пнеумонија је акутно, најчешће инфективно запаљење плућног паренхима које захвата алвеолне просторе и интерстицијум (простор између алвеола) плућа. Када су упалом захваћене алвеоле једног или више плућних лобуса, обољење се назива лобусна пнеумонија. Када су захваћене алвеоле једног сегмента, пнеумонија се карактерише као сегментна или лобулусна, а када је запаљење локализовано у више лобулуса истовремено говори се о бронхопнеумонији. Ова болест представља најопасније обољење респираторног система и може бити узрокована различитим микроорганизмима. Обично је изазива вирусна или бактеријска инфекција, а ређе други микроорганизми, одређени лекови и друге болести попут аутоимуних обољења. Јавља се у свим старосним добима, а посебно код особа са различитим хроничним болестима и оштећењима имунског система.
Типични симптоми обухватају кашаљ, бол у грудима, температуру и отежано дисање. Дијагноза се поставља уз помоћ рендгенског снимка и анализе културе испљувка. Вакцине за спречавање одређених типова упале плућа су доступне. Лечење зависи од основног узрока. Бактеријски изазвана упала плућа се лечи антибиотицима. Ако је упала плућа тежег облика, оболела особа се обично прима на болничко лечење.
Годишње, од упале плућа оболи око 450 милиона људи, односно седам процената од укупне светске популације, док смрт наступи код око 4 милиона људи. Иако је Виљем Ослер у 19. веку упалу плућа описао као „капетана убицу“, појава антибиотске терапије и вакцина у 20. веку је допринела већој стопи преживљавања. Ипак, у земљама у развоју, међу старијом популацијом, међу веома младим особама, као и оболелима од хроничних болести, упала плућа је и даље водећи узрок смрти.

## Учесталост
Упала плућа је и данас чест узрок смртности, упркос савременој антибиотској терапији. У Уједињеном Краљевству од упале плућа годишње умре 60.000 особа. Ова болест односи 10 пута више живота од свих осталих заразних болести. У САД од упале плућа годишње оболи 2 милиона људи, а умре око 30.000, што пнеумонију поставља на шесто место свих узрока смрти и сврстава међу велике јавноздравствене проблеме. У земљама у развоју инфекције доњих дисајних путева најчешћи су узрок умирања.
Особе старије од 65 година имају повећани ризик од упале плућа, јер код њих постепено слабе механизми одбране од инфекција и често су изложени хроничним болестима (хронична опструктивна болест плућа, болести срца, бубрега и јетре, атеросклероза, дијабетес). Веома често у зимским месецима различите респираторне инфекције и грип претходе појави упале плућа.

## Клиничка слика
Као и већина инфективних обољења и пнеумонија се карактерише присуством неспецифичних и специфичних симптома. Општи симптоми (неспецифични) слични су као код осталих инфекција, а то су грозница, губитак апетита, знојење, дрхтавица, болови у мишићима и зглобовима и главобоља. Код неких болесника постоје анамнезни подаци о непосредно преболелој инфекцији горњих дисајних путева, обично вирусног порекла. Код инфекција изазваних пнеумококом или стафилококом тешка слика болести може се развити у току неколико сати, док је код пнеумоније проузроковане микоплазмом развој продужен на две до три недеље. Поремећај свести и конфузност прате пнеумоније изазване пситакозом. Респираторни симптоми варирају, и зависе од имунског система особе и тежине болести. Кашаљ се јавља код скоро свих оболелих, недостатак ваздуха осећа више од две трећине, плеурални бол око 60%, а искашљава више од половине пацијената. У почетку болести испљувак је оскудан или га нема, а у даљем току постаје гнојав. Висока температура и дрхтавица чести су код младих особа с пнеумококном пнеумонијом, од којих трећина има херпес на уснама. Атипичне пнеумоније, почињу спорије са лакшом клиничком сликом, у односу на бактеријске јер се клинички симптоми развијају поступно. Температура расте постепено и може бити изузетно висока, али је ретко праћена дрхтавицом. Присутни су и општи симптоми, попут главобоље, бола у мишићима и зглобовима, опште слабости и умора. Кашаљ се обично запажа након 3 до 4 дана, и углавном је сув и иритабилан, без могућности искашљавања. Због некарактеристичних симптома дијагноза се поставља касније него у бактеријским пнеумонијама, често тек након рендгенског снимања плућа.

### Знаци и симптоми
| Symptoms frequency | Symptoms frequency |
| Учесталост         | симптома           |
| ------------------ | ------------------ |
| Кашаљ              | 79–91%             |
| Замор              | 90%                |
| Грозница           | 71–75%             |
| Кратак дах         | 67–75%             |
| Искашљавање        | 60–65%             |
| Бол у грудима      | 39–49%             |

Код особа са инфективном упалом плућа често се јавља искашљавање, грозница праћени дрхтавицом, кратким дахом, оштрим или пробадајућим болом у грудима током дубоких удаха и убрзаним дисањем. Код одраслих особа, конфузија може бити најпрепознатљивији знак. Најчешћи знаци и симптоми код деце млађе од 5 година су грозница, кашаљ и брзо или тешко дисање.
Грозница није специфична јер се јавља код многих других честих обољења, а може бити одсутна код особа са тешким обликом обољења или код неухрањености. Поред тога, кашаљ се често не јавља код деце млађе од 2 месеца. Тежи знаци и симптоми обухватају: плаву кожу, смањену жеђ, конвулзије, често повраћање, екстремне температуре тела или смањени ниво свести.
Бактеријска и вирусна упала плућа обично испољавају сличне симптоме. Неки узроци су повезани са класичним, али неспецифичним клиничким карактеристикама. Упала плућа коју изазивају бактерије из групе Legionella се може јавити уз абдоминалне болове, дијареју или конфузију, док је упала плућа коју изазива бактерија Streptococcus pneumoniae повезана са испљувком црвенкасте боје, а упала плућа коју изазива бактерија Klebsiella може имати крвави испљувак који се често описује као „желе од рибизле“. Крвави испљувак (познат по имену хемоптизија) се такође може јавити код туберкулозе, упале плућа изазване грам-негативним бацилима и апсцеса плућа а често и код акутног бронхитиса. Упала плућа проузрокована микоплазмом се може јавити уз пратњу отицања лимфних чворова у врату, боловима у зглобовима или упалом средњег уха. Вирусна упала плућа је чешће праћена отежаним дисањем него што је то случај са упалом плућа изазваном бактеријском инфекцијом.

## Етиологија и патогенеза
Пнеумонију могу узроковати бактерије, вируси, гљивице, протозое, а може настати и удисањем (аспирацијом) прашине, хемијских супстанци, хране или повраћеног садржаја. Најчешћи узрочник је Streptococcus pneumoniae (пнеумокок), а за њим следе Straphylococcus aureus, Streptococcus viridans, Haemophylus influenzae, Klebsiella pneumoniae и други грам-негативни бацили, Legionella pneumophila, Mycoplasma pneumoniae, вирус ''Influenzae А и Б, Chlamydia psittaci, Coxiella burnetti (изазивач Q-грознице), гљивице Actinomyces israeli итд. Пулмолози пнеумоније деле на типичне (бактеријске) и атипичне. Бактеријске пнеумоније најчешће узрокују следеће бактерије: пнеумокок, Haemophilus influenzae и Moraxella catarrhalis. Атипичне пнеумоније узрокују бактерије као Mycoplasma pneumoniae, Chlamydia pneumoniae, Legionella, али и респираторни вирус и оне захтевају другачији терапијски приступ у односу на бактеријске пнеумоније.
До обољења долази када су одбрамбени механизми респираторног система поремећени или одбрамбене снаге организма смањене. Као предиспонирајући чиниоци често се наводе расхлађење организма, употреба алкохола, примена анестезије, инфекције горњих дисајних путева и хронични бронхитис.
Инфекција алвеола настаје удисањем пнеумокока или других узрочника у слузи из горњих дисајних путева. Слуз штити пнеумококе и олакшава њихово размножавање. На лезију алвеола организам одговара лучењем серозне запаљењске течности, која се шири центрифугално и тако још више разноси узрочнике болести. Коначно, оба плућна крила постају „консолидована“, што значи испуњена течношћу и остацима ћелија. У запаљенском ексудату бактерије се такође добро размножавају и брзо се шире, а он почиње полако да се мења. Прво се фибриноген у њему претвара у нерастворни фибрин и ексудат добија црвену боју због присуства црвених крвних ћелија (hepatisatio rubra). Након тога на место инфекције долазе леукоцити, па течност постаје сива или сивожута (Hepatisatio grisea). Леукоцити фагоцитују (уништавају) пнеумококе, а у томе им помажу и опсонини и друга антитела и макрофаги. Као резултат, долази до нормализовања плућног ткива, али не у свим алвеолама јер се промене у њима не развијају истовремено.
Реч пнеумонија се понекад користи за сва обољења која доводе до запаљења плућа (изазваног на пример аутоимуним болестима, хемијским опекотинама или реакцијама на лек); међутим, ово запаљење се прецизније назива пнеумонитис. Узрочници су историјски подељени на „типичне“ и „атипичне“ на основу знакова, али докази још увек нису потврдили ову разлику, стога се више не наглашава.
Обољења и фактори ризика који представљају предиспозицију за упалу плућа обухватају: пушење, имунодефицијенција, алкохолизам, хронична опструктивна болест плућа, хронична болест бубрега и болест јетре. употреба лекова који сузбијају киселину, као што су инхибитори протонске пумпе или H2 блокатори су повезани са повећаним ризиком од упале плућа. Старост такође представља предиспозицију за упалу плућа.

### Вируси
Код одраслих, вируси су узрочници око једне трећине, а код деце око 15% случајева упале плућа. Најчешћи узрочници су: риновируси, коронавируси, вирус грипа, респираторни синцицијални вирус (RSV), аденовирус и вирус параинфлуензе. Вирус Herpes simplex ретко изазива упалу плућа, осим код група попут: одојчади, оболелих од рака, прималаца органа и особа са тешким опекотинама. Пацијенти након трансплантације органа или особе код којих је на други начин нарушен имунитет имају велики удео у броју оболелих од упале плућа узроковане вирусом cytomegalovirus. Особе са вирусном инфекцијом могу добити секундарну инфекцију бактеријомStreptococcus pneumoniae, Staphylococcus aureus или Haemophilus influenzae, нарочито када су присутни други здравствени проблеми. Различити вируси су доминантни у различитим периодима у току године, на пример, током сезоне грипа, вирус грипа може изазвати преко половине свих случајева вирусне упале плућа. Епидемија других вируса се такође повремено догађа, укључујући вирусе хантавирусе и коронавирусе.

### Гљивице
Упала плућа изазвана гљивицама није честа, али се чешће јавља код особа са ослабљеним имуним системом услед обољења сиде, имуносупресивних лекова или других медицинских проблема. Најчешћи узрочник су гљивице Histoplasma capsulatum, бластомицес, Cryptococcus neoformans, Pneumocystis jiroveci и Coccidioides immitis. Histoplasmosis су гљивице које су начешће у речном басену реке Мисисипи, а гљивица coccidioidomycosis је најчешћа на југозападу Сједињених Држава. Број забележених случајева се повећавао у другој половини 20. века услед повећања путовања и обољења која утичу на имунитет.

### Паразити
Различити паразити могу напасти плућа, укључујући: Toxoplasma gondii, Strongyloides stercoralis, Ascaris lumbricoides и Plasmodium malariae. Ови организми обично у тело улазе директним контактом преко коже, дигестивног тракта или преко инсеката преносиоца. Осим Paragonimus westermani, већина паразита не утиче директно на плућа већ секундарно. Неки паразити, нарочито они који припадају родовима Ascaris и Strongyloides стимулишу снажне еозинофилне реакције, што може довести до еозинофилне упале плућа. Код других инфекција, као што је маларија, примарно су захваћена плућа услед системског запаљења индукованог цитокинима. У развијеним земљама, ове инфекције се најчешће јављају код особа које се враћају са путовања или код имиграната. Глобално, ове инфекције су најчешће код особа са имунодефицијенцијом.

### Идиопатска упала плућа
Идиопатска интерстицијална упала плућа или незаразна упала плућа спада у класу дифузних плућних болести. У њих спадају: дифузно оштећење алвеола, организована пнеумонија, неспецифична интерстицијална упала плућа, лимфоцитна интерстицијална упала плућа, десквамативна интерстицијска упала плућа, респираторни брохниолитис интерстицијално обољење плућа и уобичајена интерстицијална упала плућа.

## Патофизиологија
Упала плућа често почиње као инфекција горњег респираторног тракта која се премешта на доњи респираторни тракт.

### Вирусна
Вируси доспевају у плућа на више различитих начина. Респираторни синцицијални вирус се обично добија када особа после контакта са контаминираним предметом додирне очи или нос. До осталих вирусних инфекција долази у случају удисања контаминираних капљица из ваздуха кроз уста или нос. Када једном доспеју у горње дисајне путеве, вируси проналазе пут до плућа, где продиру у ћелије које облажу дисајне путеве, алвеоле или плућни паренхим. Неки вируси, попут вируса малих богиња и херпес симплекс вируса, доспевају у плућа путем крви. Инвазија плућа може да доведе до ћелијске смрти у различитом степену. Када се јави одговор имуног система на инфекцију, може доћи чак и до већих оштећења плућа. Бела крвна зрнца, углавном мононуклеарне ћелије, најпре доводе до упале. Поред тога што доводе до оштећења плућа, многи вируси истовремено нападају и друге органе и на тај начин нарушавају остале телесне функције. Вируси такође чине организам подложнијим бактеријским инфекцијама; на тај начин може доћи до бактеријске пнеумоније као коморбидног стања.

### Бактеријска
Већина бактерија улази у плућа путем мањих аспирација организама који су настањени у грлу или носу. Код половине просечних људи ове аспирације се дешавају током спавања. Мада грло увек садржи бактерије, потенцијално инфективне бактерије живе тамо само у одређено време и под одређеним околностима. Један мањи број врста бактерија, као што су Микобактеријум туберкулозис (лат. Mycobacterium tuberculosis) и Легионела пнеумофила (лат. Legionella pneumophila), стиже у плућа путем контаминираних капљица из ваздуха. Бактерије се такође могу ширити путем крви. Када доспеју у плућа, бактерије могу да продиру у просторе између ћелија и између алвеола, где макрофаге и неутрофили (одбрамбена бела крвна зрнца) покушавају да инактивирају те бактерије. Неутрофили такође ослобађају цитокине, узрокујући опште активирање имуног система. Ово доводи до грознице, језе и замора, што је уобичајено код бактеријске пнеумоније. Неутрофили, бактерије и течност из околних крвних судова испуњавају алвеоле, што доводи до консолидације која се види при рендгенском снимању грудног коша.

## Лабораторијске промене
Код болесника са пнеумококном и другим бактеријским пнеумонијама обично постоји леукоцитоза (повећан број леукоцита) са нарочито повећаним бројем неутрофилних гранулоцита. Рендгенски налаз може да укаже на распоред и проширеност пнеумонијских процеса. Узрочници болести могу се изоловати у крви и испљувку, а понекад је повећан и титар хладних аглутинина и аглутинина за нехемолитички стрептокок. Такође се понекад могу доказати и антитела против микоплазме или нпр. пролазна лажно позитивна Васерманова реакција итд. Вентилацијски тестови откривају поремећај респирације рестрикцијског типа. Типична пнеумонија пролази кроз 4 стадијума са испљувком рђасте боје или прошараним тракама крви у стадијуму црвене хепатизације.

## Дијагноза
Дијагноза пнеумоније се обично поставља на основу комбинације физичких знакова и рендгенског снимања грудног коша. Међутим, тешко је утврдити њен основни узрочник, с обзиром на то да не постоји неки коначни тест којим би се могла утврдити разлика између бактеријског и небактеријског порекла. Светска здравствена организација дефинише пнеумонију код деце на основу клиничке слике базиране на кашљу или отежаном дисању и брзој фреквенцији дисања, увлачењу грудног коша, или смањеном нивоу свести. Убрзана фреквенција дисања се дефинише као број удисаја већи од 60 у минути код деце млађе од 2 месеца, 50 удисаја у минути код деце узраста од 2 месеца до годину дана, или више од 40 удисаја у минути код деце старости од 1 to 5 година. Код деце, повећана фреквенција дисања и увлачење доњег дела грудног коша, много су сензитивнији него слушање пукота у грудима стетоскопом.
Код одраслих, у блажим случајевима, испитивања углавном нису потребна: веома је мали ризик за појаву пнеумоније уколико су нормални сви витални знаци и аускултација. Код особа којима је потребна хоспитализација, препоручује се пулсна оксиметрија, радиографија грудног коша и анализе крви—што укључује комплетну крвну слику, електролите у серуму, вредности Ц реактивног протеина и евентуално тестове функције јетре. Дијагноза болести налик грипу се може поставити на основу одређених знакова и симптома; међутим, да би се потврдила инфекција грипа, неопходно је тестирање. Из тог разлога, лечење се често заснива на присуству инфлуенце у популацији или на брзом тесту за откривање инфлуенце.

### Лекарски преглед
Лекарско испитивање некад може да открије низак крвни притисак, убрзани рад срца или ниско засићење кисеоником. Фреквенција дисања може бити бржа од нормалне, што се може јавити дан или два пре појаве осталих знакова. Преглед грудног коша може бити нормалан, али може показати смањену експанзију грудног коша на захваћеној страни. Храпави звуци при дисању из већих дисајних путева, који се преносе кроз запаљено плућно крило, називају се бронхијално дисање, а чују се при аускултацији помоћу стетоскопа. Пукоти (пуцкетања) се могу чути изнад захваћеног подручја током инспирације. Перкусија може бити потмула изнад захваћеног плућног крила, а појачана, уместо смањена, вокална резонанца разликује пнеумонију од плеуралног излива.

### Снимање
Радиографија грудног коша се често користи у дијагностици. Када је реч о блажим облицима болести, снимање је потребан само у случају постојања могућности за појаву компликација, код особа код којих није дошло до побољшања током лечења или код особа са нејасним узрочником. Уколико је особа болесна у толикој мери да јој је потребна хоспитализација, препоручује се радиографија грудног коша. Налази нису увек у корелацији са степеном тежине болести и не одређују поуздану разлику између бактеријске инфекције и вирусне инфекције.
На основу рендгенских приказа, може се разликовати лобарна пнеумонија, бронхопнеумонија (такође позната као лобуларна пнеумонија) и интерстицијална пнеумонија. Бактеријска, ванболничка стечена пнеумонија, у класичном смислу је приказ консолидације плућног крила једног сегментног режња плућног крила што је познато као лобарна пнеумонија. Међутим, налази могу бити различити, па су за остале типове пнеумоније уобичајени неки други прикази. Аспирациона пнеумонија се може представити билатералним затамњењима, првенствено у базама плућа и са десне стране. Радиографски снимци вирусне пнеумоније могу изгледати нормално, са прекомерном надутошћу, да имају билатералне неуједначене површине или да имају сличан изглед као код бактеријске пнеумоније са лобарном консолидацијом. Радиолошки налази се можда неће користити у раним стадијумима болести, посебно у случају дехидратације; или ће можда њихово тумачење бити тешко код особа које су гојазне или имају историју плућне болести. ЦТ скенирање може дати додатне информације код нејасних случајева.

### Микробиологија
Код пацијената на ванболничкој нези, утврђивање узрочника није исплативо и обично се не мења начин надзора. Када код особа нема одговара на терапију, потребно је размотрити културу спутума, а код особа са хроничним продуктивним кашљем требало би урадити културу бактерије Микобактеријум туберкулозис. Тестирања на друге специфичне организме могу се препоручити у случају епидемија, из разлога заштите јавног здравља. Код особа које су хоспитализоване због тешког степена болести, препоручује се анализа спутума и хемокултура, као и тестирање урина на антигене легионела и стрептокока. Вирусне инфекције се могу потврдити детекцијом вируса или његовог антигена путем културе или ланчане реакције полимеразе (ПЛР), поред осталих техника. Узрочник се утврђује рутинским микробиолошким тестовима само у 15% случајева.

### Класификација
Пнеумонитис се односи на упалу плућа; пнеумонија се односи на пнеумонитис, обично узрокован инфекцијом, мада некад може бити и неинфективан, чија је додатна карактеристика плућна консолидација. Пнеумонија се најчешће класификује на основу места и начина настанка: ванболнички стечена, аспирациона, повезана са здравственом негом, болнички стечена и пнеумонија повезана са механичком вентилацијом. Пнеумонија се такође може разврстати и према захваћеном подручју у плућима: лобарна пнеумонија, бронхијална пнеумонија и акутна интерстицијална пнеумонија; као и према организмима проузроковачима. Пнеумонија код деце се може додатно класификовати на основу знакова и симптома као умерена, тешка или веома тешка пнеумонија.

### Диференцијална дијагноза
Неколико обољења се може јавити са сличним знацима и симптомима као код пнеумоније, као што су: хронична опструктивна болест плућа (ХОБП), астма, едем плућа, бронхиектазије, рак плућа и плућна емболија. За разлику од пнеумоније, за астму и ХОБП карактеристични су звиждуци, за едем плућа карактеристичан је абнормални електрокардиограм (ЕКГ), код рака и бронхиоекстазија се јавља дуготрајни кашаљ, а пулмонарну емболију представља акутна појава оштрог бола у грудима и краткоћа даха.

## Превентива
Превентива обухвата вакцинацију, еколошке мере и одговарајуће лечење других здравствених проблема. Верује се да би у случају да се спроводе одговарајуће превентивне мере на глобалном нивоу, морталитет код деце могао бити смањен за 400.000, а да је одговарајуће лечење опште доступно, смртност деце би се могла смањити за још 600.000.

### Вакцинација
Вакцинација је превентива против одређених бактеријских и вирусних пнеумонија, како код деце тако и код одраслих. Вакцине за спречавање грипа су умерено ефикасне код инфлуенце типа А и Б. Центар за контролу и превенцију болести препоручује годишњу вакцинацију сваке особе старије од 6 месеци. Имунизацијом здравствених радника смањује се ризик од вирусне пнеумоније међу њиховим пацијентима. Када дође до епидемије грипа, лекови као што су амантадин или римантадин могу бити од помоћи у превенцији грипа. Није познато да ли су занамивир или оселтамивир ефикасни, због чињенице што је компанија која производи оселтамивир одбила да податке о испитивању лека да на независну анализу.
Постоје ваљани докази за вакцине против „хемофилус инфлуенце“ и „стрептокока пнеумоније“ који говоре у прилог њиховом коришћењу. Вакцинацијом деце против „стрептокока пнеумоније“ се допринело смањењу јављања заразе код одраслих, јер се многи одрасли заражавају преко деце. вакцина против „стрептококе пнеумоније“ је доступна за одрасле и установљено је да смањује ризик од инвазивне пнеумококне болести. Друге вакцине које служе као мера превентиве против упале плућа су: велики кашаљ, варичеле, и мале богиње.

### Друго
Препоручују се и укидање пушења као и смањење загађења ваздуха у просторијама, као што је кување на дрва или користећи животињски измет унутар просторија. Пушење се показало као највећи фактор ризика за пнеумококну упалу плућа код иначе здравих одраслих особа. Хигијена руку као и покривање уста приликом кашљања могу такође да буду превентивне мере. Ако оболеле особе носе хируршке маске то такође може да спречи болест.
Адекватно лечење основне болести (попут ХИВ-а/СИДA-e, шећерне болести и неухрањености) може да смањи ризик од упале плућа. Код деце млађе од 6 месеци уколико се прехрањују искључиво дојењем, то смањује ризик и озбиљност болести. Код оболелих особа од ХИВ-а/СИДА-е и особа са количином КД4 мањом од 200 ћелија/uL, антибиотиктриметоприм/сулфаметоксазол смањују ризик од „пнеумоцистичне пнеумоније“ и може да буде користан у превенцији код особа код којих је имунитет ослабљен али нису оболели од ХИВ-а.
Тестирање трудница на стрептококе групе Б и „хламидију трахоматис“ и уколико је потребно лечење давањем антибиотика, смањује степен упале плућа код новорођенчади; а превентивне мере у циљу спречавања преноса ХИВ-а са мајке на дете такође могу да буду ефикасне. Сукција уста и грла новорођенчади помоћу обојене меконијумом плодове воде - није установљено да смањује стопу аспирацијске пнеумоније и потенцијално може да нашкоди, стога се ова примена не препоручује у већини ситуација. Код старијих слабијег здравња, добра орална хигијена може да смањи ризик од аспирационе пнеумоније.

## Лечење
| CURB-65                        | CURB-65 |
| Симтом                         | Бодови  |
| ------------------------------ | ------- |
| „'C“'onfusion                  | 1       |
| „'U“'rea>7 mmol/l              | 1       |
| „'R“'espiratory rate>30        | 1       |
| S“'B“'P<90mmHg, D“'B“'P<60mmHg | 1       |
| Age>=„'65“'                    | 1       |

Обично су за потпун опоравак довољни антибиотици за оралну примену, одмарање, једноставни аналгетици и узимање течности. Међутим, особама који болују од других болести, старијима или особама које имају значајних проблема са дисањем ће можда бити потребно прогресивније лечење. Уколико се симптоми погоршају, упала плућа не побољша у току лечења код куће или настану компликације, постоји могућност потребе за болничким лечењем. Широм света око од 7 до 13% случајева код деце доводи до болничког лечења, док у развијеним земљама између 22 и 42% одраслих бивају примљени у болницу у случају запаљења плућа које су добили у контакту са околином. Резултат CURB-65 је користан за одређивање потребе за болничким лечењем код одраслих. Ако је резултат 0 или 1, пацијенти обично могу да се лече код куће, ако је 2, потребно је кратко лечење у болници или темељно надгледање болести, ако је 3 –5 препоручује се болничко лечење. Код деце, оних са респираторним недостатком или засићењем кисеоником мање од 90%, је потребно болничко лечење. Корисност физиотерапије грудног коша код упале плућа још увек није утврђена. неинвазивно проветравање може да има позитиван учинак на оне који су примљени на лечење на одељењу интензивне неге. Лекови за кашаљ који се могу добити без рецепта се нису показали ефикасним, нити употреба цинка код деце. Не постоји довољно доказа за муколитике.

### Бактеријска
Антибиотици побољшавају резултате код оболелих од бактеријске упале плућа. Избор антибиотика зависи првобитно од карактеристика оболеле особе, попут година, претходног здравственог стања и локације на којој је дошло до заразе. У Великој Британији, се препоручује емпиријко лечење помоћу амоксицилина, као леком избора, за упалу плућа добијену у контакту са околином, и помоћу доксициклина или кларитромицина као алтернативе. У Северној Америци, где су заступљени „нетипични“ облици упале плућа добијене у контакту са околином, макролиди (као што је азитромицин или еритромицин) и доксициклин су заменили амоксицилин као лек избора за одрасле. Код деце са блажим или умереним симптомима, амоксицилин остаје лек избора. Употреба флорохинолона за лакше случајеве се не саветује због могућих нуспојава и стварања отпорности, уз чињеницу да не постоји ни нека већа клиничка корист. Трајање лечења је традиционално било од седам до десет дана, али растући број доказа указује да су краткотрајнија лечења (три до пет дана) ефикасна на сличан начин. За упалу плућа добијену у болници се препоручује укључивање треће и четврте генерације цефалоспорина, карбапенема, флуорокинолона, аминогликозида и ванкомицина. Ови антибиотици се често дају као интравенозно и користе се у комбинацији. Код особа које се лече у болници, 90% осећа побољшања од узимања прве дозе антибиотика.

### Вирусна
При лечењу вирусне упале плућа коју изазивају вируси грипа (инфлуенца A и инфлуенца Б) могу да се употребљавају неураминдски инхибитори. Нема посебних антивирусних лекова који се препоручују за друге врсте вирусних упала плућа насталих у контакту са околином укључујући САРС коронавирус, аденовирус, хантавирус, и вирус параинфлуенце. Инфлуенца A може да се лечи помоћу римантадина или амантадина, док инфлуенца A или B може да се лечи помоћу оселтамивира, занамивира или перамивира. Они су најделотворнији ако се почне са лечењем у року од 48 сати од појаве симптома. Многе варијанте H5N1 грипа A, познате под именом птичја инфлуенца или „птичији грип“ показале су отпорност према римантадину и аментадину. Неки стручњаци препоручују употребу антибиотика код виралне упале плућа пошто је немогуће искључити појаву компликоване бактеријске инфекције. Британско тораксно удружење препоручује да се не употребљавају антибиотици код особа са блажим облицима болести. Постоје контроверзна мишљења о коришћењу кортикостероида.

### Аспирација
Уопштено, аспирациони пнеумонитис се лечи на конзервативни начин помоћу антибиотика који су намењени само за аспирациону упалу плућа. Избор антибиотика зависи од неколико фактора, укључујућу и организам на који се сумња да је узрочник и да ли је упала плућа добијена у контакту са околином или се развила у болничком окружењу. Заједничко мишљење укључује клиндамицин, комбинацију бета-лактам антибиотика и метронидазола или аминогликозид. Кортикостероиди се понекад употребљавају код аспирационе упале плућа, али постоји мало доказа који би потврдили његову ефикасност.

## Прогноза
Већина врста бактеријске упале плућа ће се лечењем стабилизовати у року од 3–6 дана. Често прође неколико недеља пре него што симптоми нестану. Рендгенски налази су обично чисти у року од четири недеље, а смртност је ниска (мање од 1%). Код старијих или особа које имају других проблема са плућима опоравак може да потраје дуже од 12 недеља. Код особа којима је потребно болничко лечење, смртност може да досегне 10%, а код особа којима је потребна интензивна нега може да досегне 30–50%. Упала плућа је најчешћа инфекција која се добија у болници која може да доведе до смрти. Пре појаве антибиотика, смртност је типично била 30% код особа које су биле на болничком лечењу.
До компликација може да дође нарочито код старијих и особа са другим здравственим проблемима. Ти проблеми између осталог могу да укључују и: емпијем, апсцес плућа, бронхиолитис облитеранс, акутни синдром респираторног недостатка, сепсу и погоршање основних здравствених проблема.

### Клиничка правила прогнозе
Клиничка правила прогнозе су развијена да објективније предвиђају исходе упале плућа. Та правила се често користе при одлучивању да ли ће особа да буде послата на болничко лечење.
- Индекс озбиљности упале плућа (или „PSI резултат)[17]
- CURB-65 резултат, који узима у обзир озбиљност симптома, било коју основну болест и године[73]

### Плеурални излив, емпијем и апсцес
Код упале плућа, накупљање течности се може формирати у простору који окружује плућа. Понекад микроорганизми инфицирају ову течност проузрокујући емпијем. Да би се емпијем разликовао од чешћег једноставног парапнеумонијског излива, течност се може прикупити иглом (торакоцентеза), и испитати. Ако се докаже присуство емпијема, неопходна је потпуна дренажа течности, што често захтева катетер за дренажу. У озбиљним случајевима емпијема, операција може бити потребна. Ако се заражена течност не дренира, инфекција може потрајати, јер антибиотици не продиру добро у плеуралну дупљу. Ако је течност стерилна, треба да се дренира само ако проузрокује симптоме или ако се не реши.
Ретко, бактерије у плућима формирају џеп инфициране течности који се назива плућни апсцес. Плућни апсцеси се обично могу видети на рендгену плућа али често је неопходан ЦТ снимак грудног коша ради потврђивања дијагнозе. Апсцеси се обично јављају код аспирационе пнеумоније, и често садрже неколико врста бактерија. Дуготрајни антибиотици су обично довољни за лечење плућног апсцеса, али понекад дренажу мора извршити хирург или радиолог.

### Респираторна и циркулаторна инсуфицијенција
Упала плућа може изазвати респираторну инсуфицијенцију покретањем синдрома акутне респираторне инсуфицијенције (АРСД), која је резултат комбинације инфекције и запаљенског одговора. Плућа се брзо испуњавају течношћу и постају крута. Ова крутост, комбинована са озбиљним сметњама у екстраховању кисеоника због алвеоларне течности, може захтевати дуге периоде механичке вентилације за преживљавање.
Сепса је могућа компликација упале плућа али се обично јавља код људи са слабим имунитетом или хипоспленизмом. Организми који најчешће имају удела у томе су Streptococcus pneumoniae, Haemophilus influenzae и Klebsiella pneumoniae. Други узроци симптома које треба узети у обзир су инфаркт миокарда или пулмонална емболија.

## Епидемиологија
- no data
- <100
- 100–700
- 700–1400
- 1400–2100
- 2100–2800
- 2800–3500
- 3500–4200
- 4200–4900
- 4900–5600
- 5600–6300
- 6300–7000
- >7000

Упала плућа је уобичајена болест која погађа у просеку 450 милиона људи годишње и јавља се у свим деловима света. Она је главни узрок смрти међу свим старосним групама који доводи до 4 милиона смрти (7% укупне смртности у свету) годишње. Стопа је највећа код деце млађе од пет година, и код одраслих старијих од 75 година. Јавља се пет пута чешће у свету у развоју него у развијеном свету. Вирусна упала плућа је одговорна за 200 милиона случајева болести. У Сједињеним Државама, по подацима до 2009. године, упала плућа је 8-и. водећи узрок смрти.

### Деца
Упала плућа се 2008. године јавила код приближно 156 милиона деце (151 милиона у свету у развоју и 5 милиона у развијеном свету). Проузроковала је 1,6 милиона смрти, или 28–34% свих смрти деце до пет година, од којих се 95% јавило у свету у развоју. Земље које су највише оптерећене болешћу укључују: Индију (43 милиона), Кину (21 милиона) и Пакистан (10 милиона). То је водећи узрок смрти међу децом у земљама са ниским стандардом. Многе од ових смрти се јављају код новорођенчади. Светска здравствена организација процењује да је једна од три смрти код новорођенчади проузрокована упалом плућа. Око половина ових смрти се теоретски може спречити, јер их узрокују бактерије против којих је доступна ефикасна вакцина.

## Историја
Упала плућа је била уобичајена болест током људске историје. Симптоме је описао Хипократ (око 460—370. п. н. е): "Перипнеумонија, и плеуритична обољења, дакле, треба посматрати: Ако је грозница акутна, и ако постоје болови на једној или другој страни, или на обе, и ако шишти када кашље, и испљувак је плаве или модре боје, или слично разређен, пенушав или црвенкаст или има било какву карактеристику другачију од уобичајене... Када је упала плућа на врхунцу, случај нема лека ако се не очисти, и лоше је ако има диспнеју, и урин је разређен и оштрог мириса, и ако се презнојава по врату и глави, јер је такво презнојавање лоше будући да потиче од гушења, кркљања и насилне болести која је узела маха." Међутим, Хипократ је помињао упалу плућа као болест "којој су име дали стари." Такође је пријавио резултате хируршке дренаже емпијема. Мајмонид (1135–1204 н.е.) је приметио: "Основни симптоми који се јављају код упале плућа и који никада не изостају су следећи: акутна грозница, пробадајући плеуритички бол на страни, кратко и убрзано дисање, испрекидани пулс и кашаљ." Овај клинички опис је врло сличан онима који се налазе у савременим уџбеницима, и одражава обим медицинског знања у средњем веку до 19. века.
Едвин Клебс је први приметио бактерије у дисајним путевима особа које су умрле од упале плућа 1875. године. Почетни рад на идентификацији два уобичајена бактеријска узрочника Streptococcus pneumoniae и Klebsiella pneumoniae су извршили Карл Фридлендер и Алберт Френкел 1882. односно 1884. године. Фридлендеров почетни рад је увео бојење по Граму, фундаментални лабораторијски тест који се користи и данас за идентификацију и категоризацију бактерија. Реферат Кристијана Грама којим је описана процедура 1884. године је помогао да се диференцирају две бактерије и показао да упалу плућа може проузроковати више микроорганизама а не само један.
Сер Вилијам Ослер, познат као "отац модерне медицине", проценио је смрт и инвалидитет који је проузрокован упалом плућа, описујући је као "капетаном смртних људи“ 1918. године, будући да је заузела место туберкулозе као један од водећих узрока смрти тога времена. Тако се прво изразио Џон Бањан говорећи о "сушици" (туберкулози). Ослер је такође описао упалу плућа као "пријатеља старих" будући да је смрт често била брза и безболна у односу на много спорије и болније начине умирања.
Неколико дешавања 1900-их је помогло да се побољша исход оболелих од упале плућа. Доласком пеницилина и других антибиотика, модерних хируршких техника, и интензивне неге у 20. веку, смртност од упале плућа се приближила 30%, уз нагли пад у развијеном свету. Вакцинација одојчади против Haemophilus influenzae типа Б је почела 1988. и довела је до драматичног пада у случајевима убрзо након тога. Вакцинација против Streptococcus pneumoniae код одраслих је почела 1977. године, а код деце 2000. што је довело до сличног пада.

## Друштво и култура
Због велике оптерећености болешћу у земљама у развоју и релативно ниске свести о болести у развијеним земљама, глобална здравствена заједница је прогласила 12. новембар Светским даном борбе против упале плућа, када забринути грађани и доносиоци одлука треба да предузму акцију против болести. Глобални економски трошкови заједнице оболеле од упале плућа процењују се на 17 милијарди долара.